# Wenwen Han
Wenwen Han (韓雯雯S, Hán WénwénP; Xi'an, 24 agosto 1995) è un'attrice e violinista cinese, nota per aver interpretato Mei Ying nel film The Karate Kid - La leggenda continua..

## Biografia
Nata e cresciuta a Xi'an, parla il mandarino e l'inglese. Prima di iniziare la carriera di attrice, ha studiato per diventare ballerina e violinista.

## Carriera
Nel 2010 ottiene il ruolo di Meiying , nel film The Karate Kid - La leggenda continua, diretto da Harald Zwart, con protagonista Jaden Smith e con Jackie Chan.

## Filmografia

### Cinema
- The Karate Kid - La leggenda continua, regia di Harald Zwart (2010)